# Cosmoscarta ignifera
Cosmoscarta ignifera är en insektsart som beskrevs av William Lucas Distant 1900. Cosmoscarta ignifera ingår i släktet Cosmoscarta och familjen spottstritar. Inga underarter finns listade i Catalogue of Life.